# Elizabeta (film)
Elizabeta je britanski biografski dramski film iz 1998. godine u režiji Šekara Kapura, a po scenariju Majkla Hersta. U njemu glumi Kejt Blančet u naslovnoj ulozi Elizabete I Engleske, sa Džefrijem Rašom, Kristoferom Eklstonom, Džozefom Fajnsom, Džonom Gilgudom i Ričardom Atenborom u sporednim ulogama. Film je zasnovan na prvim godinama Elizabetine vladavine, gde je ona uzdignuta na tron nakon smrti svoje polusestre Meri I, koja ju je bila zatočila. Dok se uspostavlja na prestolu, suočava se sa zaverama i pretnjama da će je srušiti.
Elizabeta je premijerno prikazana na 55. Međunarodnom filmskom festivalu u Veneciji 8. septembra 1998. godine, a bila je prikazana u Velikoj Britaniji 23. oktobra. Film je postigao kritičarski i komercijalni uspeh. Recenzenti su pohvalili Kapurovu režiju, kostimografiju, produkcijske vrednosti i pre svega titularno ostvarenje Blančetove, što joj je donelo međunarodna priznanja, dok je film zaradio 82 miliona dolara u odnosu na budžet od 30 miliona dolara.
Film je dobio tri nominacije na 56. dodeli Zlatnog globusa, uključujući ono za najbolji film – drama, a Blančet je osvojila nagradu najbolje glumice. Film je dobio dvanaest nominacija na 52. dodeli filmskih nagrada Britanske akademije, osvojivši pet nagrada, uključujući za izvanredan britanski film i najbolju glumicu (za Blančet). Na 71. dodeli Oskara, film je dobio sedam nominacija, uključujući za najbolji film i najbolju glumicu (za Blančet), osvojivši nagradu za najbolju šminku. Godine 2007, Blančet i Raš su ponovili svoje uloge u Kapurovom nastavku filma Elizabeta: Zlatno doba, koji pokriva kasniji deo Elizabetine vladavine.

## Radnja
Godine 1558, četrdesetjednogodišnja katolička kraljica Engleske Meri I, ćerka kralja Henrija VIII i njegove prve žene Katarine od Aragona, umrla je verovatno od kanceroznog tumora u njenoj materici. Marijina naslednica i dvadesetpetogodišnja polusestra, Elizabeta Tjudor, ćerka Henrija i njegove druge žene, Ane Bolejn, koja je bila u kućnom pritvoru zbog sumnje da je umešana u pobunu Tomasa Vajata Mlađeg, oslobođena je i krunisana za kraljicu Engleske.
Kako je izvestio njen savetnik, ser Vilijam Sesil, Elizabeta nasleđuje ojađenu Englesku opkoljenu dugovima, trošnom infrastrukturom, neprijateljskim susedima i izdajničkim plemićima unutar njene administracije, među kojima je glavni Tomas Hauard, 4. vojvoda od Norfolka. Sesil savetuje Elizabeti da se uda, rodi naslednika i obezbedi svoju vladavinu. Neimpresionirana svojim proscima, Elizabeta odlaže svoju odluku i nastavlja svoju aferu sa lordom Robertom Dadlijem, njenim prijateljem iz detinjstva. Sesil imenuje Frencisa Volsinhama, protestantskog izgnanika koji se vratio iz Francuske, da bude Elizabetin telohranitelj i savetnik.
Marija od Giza iskrcava dodatnih 4.000 francuskih vojnika u susednoj Škotskoj. Neupućena u vojnu strategiju i potučena od Norfolka na ratnom savetu, Elizabet naređuje vojni odgovor, koji se pokazuje katastrofalnim kada profesionalni francuski vojnici pobede neiskusne, loše obučene engleske snage. Volsinham govori Elizabeti da su katolički lordovi i sveštenici namerno lišili Elizabetinu vojsku pravih vojnika i iskoristili ovaj poraz da se zalažu za Elizabetino smenjivanje. Shvatajući dubinu zavere protiv nje i svoje sve manje mogućnosti, Elizabeta prihvata uslove Marije od Giza da razmisli o udaji za njenog nećaka Anrija, vojvodu od Anžuja.
Da bi stabilizovala svoju vladavinu i izlečila verske podele u Engleskoj, Elizabeta predlaže Zakon o uniformnosti, koji ujedinjuje engleske hrišćane pod Englesku crkvu i prekida njihovu vezu sa Vatikanom. Kao odgovor na usvajanje tog zakona, Vatikan šalje sveštenika u Englesku da pomogne Norfolku i njegovim kohortama u njihovoj rastućoj zaveri za svrgavanje Elizabete. Ne znajući za zaveru, Elizabeta upoznaje Henrija od Francuske, ali ignoriše njegovo udvaranje u korist lorda Roberta. Vilijam Sesil se suočava sa Elizabetom zbog njene neodlučnosti u pogledu braka i otkriva da je lord Robert oženjen. Elizabeta odbija Henrijevu ponudu za brak kada otkrije da je on krosdresser i suočava se sa lordom Robertom oko njegove tajne, prekinuvši njihovu aferu i proterajući ga iz njenih privatnih soba.
Elizabeta preživljava pokušaj ubistva, za koji evidencija ukazuje na Mariju od Giza. Elizabeta šalje Volsinhama da se tajno sastane sa Marijom u Škotskoj, pod izgovorom da još jednom planira da se uda za Henrija. Umesto toga, Volsinham ubija Mariju, podstičući francusko neprijateljstvo protiv Elizabete. Kada Vilijam Sesil od nje traži da učvrsti odnose sa Špancima, Elizabeta ga otpušta iz svoje službe, birajući umesto toga da sledi sopstveni savet.
Volsinham upozorava na još jednu zaveru za ubistvo Elizabete koju je predvodio katolički sveštenik koji nosi pisma zavere. Po Elizabetinom naređenju, on hapsi sveštenika, koji otkriva imena zaverenika i vatikanski sporazum da se Norfolk uzdigne do engleske krune ako se oženi sa Meri, kraljicom Škotske. Volsinham hapsi Norfolka i pogubljuje ga, kao i sve zaverenike osim lorda Roberta. Elizabeta daruje lordu Robertu njegov život kao podsetnik koliko je bila blizu opasnosti.
Crpeći inspiraciju iz božanskog, Elizabeta šiša kosu i oblikuje svoj izgled prema Devici Mariji. Proglašavajući da je udata za Englesku, ona se uspinje na tron kao „Kraljica Devica“.

## Produkcija
Kostimografija i kadrovska kompozicija scene krunisanja zasnovani su na Elizabetinom portretu krunisanja.
Kapurov prvobitni izbor za ulogu bila je Emili Votson, ali je ona to odbila. Kejt Blančet je izabrana da igra Elizabetu nakon što je Kapur video trejler Oskara i Lusinde. Prema komentaru reditelja, Kapur je pomenuo da je uloga pape (kojeg igra ser Džon Gilgud) prvobitno ponuđena i prihvaćena od strane Marlona Branda. Međutim, planovi su se promenili kada je Kapur primetio da bi mnogi na setu verovatno bili zabrinuti da će Brando deliti set sa njima dva dana.
Veliki deo snimanja u zatvorenom prostoru, koji predstavlja kraljevsku palatu, obavljen je u različitim uglovima Duramske katedrale – njeni jedinstveni stubovi broda sa izrezbarenim lozengama se jasno mogu identifikovati.

## Izdanje
Elizabeta je premijerno prikazana u septembru 1998. na Venecijanskom filmskom festivalu; film je prikazan i na Međunarodnom filmskom festivalu u Torontu. Premijerno je prikazan u Londonu 2. oktobra 1998. godine, a premijerno prikazivanje u Sjedinjenim Državama se odvilo 13. oktobra 1998. godine. Prikazivanje je otvoreno u Ujedinjenom Kraljevstvu 23. oktobra 1998. i to je učinjeno i u ograničenom izdanju u Sjedinjenim Državama u devet bioskopa 6. novembra 1998. godine, sa zaradom od 275.131 dolara. Njegovo najšire izdanje u Sjedinjenim Državama i Kanadi bilo je u 624 bioskopa, a najveća zarada za vikend tokom prikazivanja u bioskopima u SAD i Kanadi iznosila je 3,8 miliona dolara u 516 bioskopa, što je na 9. mestu na blagajnama. Elizabeta je zaradila 30 miliona dolara u Sjedinjenim Državama i Kanadi, i ukupno 82 miliona dolara širom sveta.

## Prijem

### Kritički odgovor
Kritičari su film dobro prihvatili. On ima odobravajuću ocenu od 83% na veb lokaciji agregatora pregleda Rotten Tomatoes na osnovu 65 recenzija, sa prosečnom ocenom 7,40/10. Konsenzus sajta glasi: „To nije puka istorijska drama, Elizabeta je bogato, napeto putovanje u srce britanske kraljevske politike, i karakteriše ga tipično izvanredna izvedba Kejt Blančet.“ Metacritic izveštava o oceni od 75 od 100 na osnovu komentara 30 kritičara, što ukazuje na „generalno povoljne kritike“.

### Optužbe za antikatolicizam
Katolička liga za verska i građanska prava optužila je film za antikatolicizam, navodeći da film odaje „utisak da su verski sukovi bili u potpunosti zasluga katoličke crkve“, napominjući da je jedan pregled u Njujork tajmsu zauzeo stanovište da je film „odlučno antikatolički“ sve zajedno sa „papom spletkarošem“, i sa ponavljanjem optužbe iz Bufalo vesti da je „svaki katolik u filmu mračan, okrutan i podmukao“.

## Spoljašnje veze
- Elizabeth на веб-сајту  (језик: енглески)
- Elizabeth на веб-сајту  (језик: енглески)
- Elizabeth на веб-сајту  (језик: енглески)
- Shekhar Kapur in Interview with 99FACES.tv